# Mamma Mia!
 Ovo je glavno značenje pojma Mamma Mia!. Za ostala značenja pogledajte Mamma Mia.
Mamma Mia! je jedan od najpoznatijih svjetskih mjuzikla, temelji se na pjesmama legendarne švedske grupe ABBA. Premijera je održana 6. travnja 1999. u londonskom kazalištu "Prince Edward". 
Benny Andersson i Björn Ulvaeus, bivši članovi grupe koji su skladali originalne ABBA-ine pjesme, zaslužni su i za veliki uspjeh mjuzikla. Tako se u mjuziklu mogu poslušati najveći svjetski hitovi grupe kao što su "Super Trouper", "Dancing Queen", "Thank You For The Music", "The Winner Takes It All", "SOS" i drugi. 
Do danas je ovaj mjuzikl pogledalo više od 10 milijuna ljudi diljem svijeta. Snimljen je i film koji je prikazan u kinima 2008. godine.

## Vanjske poveznice

### Sestrinski projekti
|  | Zajednički poslužitelj ima još gradiva o temi Mamma Mia! |

### Mrežna mjesta
- MAMMA MIA! The Global Smash Hit, službene mrežne stranice (engl.)
- Zagrebačko gradsko kazalište Komedija: MAMMA MIA!  Arhivirana inačica izvorne stranice od 25. svibnja 2016. (Wayback Machine)
- Nacional.hr – Tamara Borić: »Mjuzikl ‘Mamma Mia!’ pravi je kazališni fenomen rasprodan mjesecima unaprijed«